# اليرموك (بغداد)
حي اليرموك هو أحد مناطق بغداد وقد بُني في عهد الرئيس العراقي السابق عبد الكريم قاسم من قِبل جمعية بناء المساكن للضباط، وهي جمعية خاصة بضباط الجيش العراقي قامت بتشييد هذه الدور وتسليمها إلى الضباط، حيث يقوم الضابط بتسديد سعر الدار بالأقساط على مدار 25 سنة، وتم تسليم الوحدات الأولى منها في بداية الستينات من القرن العشرين وتم تشييد المنطقة في جانب الكرخ من بغداد حيث توجد منطقة أخرى تم تشييدها من قبل نفس الجمعية تُدعى (مدينة الضباط) في حي زيونة وتقع في جانب الرصافة.

## التاريخ
سُمّيت في البداية بمدينة الضباط ويمر فيها شارع رئيسي معروف لحد الآن باسم (شارع الأربع شوارع)، وبعدها تحول اسمها إلى حي اليرموك وسمي الشارع الرئيسي باسم شارع عدنان خير الله طلفاح، وتشتهر المنطقة بسكانها من الضباط في الجيش العراقي السابق، والمنطقة تابعة إلى ناحية المنصور والتابعة بدورها إلى جانب الكرخ من بغداد. وتقسم مدينة اليرموك إلى خمس مناطق حسب وجبات المساكن التي وزعت في حينها للضباط ولذلك سميت المنطقة الأولى بالوجبة الأولى والثانية والثالثة وهكذا الوجبة الرابعة والخامسة.

### بعدالغزو الأمريكي للعراق2003
تعرّض حي اليرموك إلى انتكاسة قوية بعد الغزو الأمريكي للعراق، حالها كحال مناطق بغداد حيث تعرضت في عام 2006 إلى هجمات المليشيات الحكومية وبتعاون القوات الأمريكية المحتلة وقُتل العديد من أبنائها المدنيين على أيدي تلك القوات أشهرها قيام مليشيات (بلاك ووتر) بقتل العشرات بدم بارد قرب ساحة النسور. ومن المعالم المعروفة في هذا الحي مستشفى اليرموك التعليمي وكلية الطب التابعة إلى كليات الجامعة المستنصرية وبرج المأمون (بغداد)، وكانت من المناطق التي تحتضن منازل العديد من المسؤولين ومنهم الرئيس الأسبق لجمهورية العراق عبد الرحمن عارف واللواء عبد الوهاب الشيخ علي، أحد قادة ثورة مايس عام 1941، ووزير الدفاع حماد شهاب، ووزير الخارجية في حكومة الرئيس عبد السلام محمد عارف ( الأستاذ صبحي عبد الحميد)، وكذلك في فترة حكم الرئيس صدام حسين مثل محمد زمام وزير الداخلية الأسبق، ومنال يونس، ونزار حمدون، الذي توفي بمرض السرطان والذي كان ممثل العراق في الأمم المتحدة، ونوري فيصل شاهر، ووزير الدفاع الأسبق عدنان خير الله، ونائب رئيس الوزراء السابق طه ياسين رمضان، وسعدون غيدان، وغيرهم وتضم منطقة اليرموك مجمع الوزراء وهو مجمع سكني للوزراء المسؤولين في فترة حكم الرئيس صدام حسين.[بحاجة لمصدر]
وهناك ثلاث ساحات مهمة تحيط بمطقة اليرموك وهي تقاطع الأردن (سابقاً ساحة الأردن) وساحة اليرموك التي كان فيها تمثال الرئيس العراقي الأسبق أحمد حسن البكر، وساحة قحطان التي تمثل المدخل الرئيسي للمنطقة من جهة مستشفى اليرموك ومنطقة القادسية، ومن الجوامع والمساجد المهمة في اليرموك جامع المامون وهو من الجوامع القديمة في بغداد وجامع أم الطبول وهو من الجوامع الكبيرة في بغداد وجامع بلال في ساحة قحطان وجامع الشواف في منطقة الوجبة الرابعة وجامع الروضة المحمدية وجامع عمر المختار في الوجبة الأولى الذي شيّد مؤخرا.[بحاجة لمصدر]
وهناك عدة مدارس ومن أقدمها روضة النسائم ومدرسة 14 رمضان الابتدائية المختلطة ومدرسة خالد بن الوليد الابتدائية المختلطة (اسمها فتح سابقا) ومدرسة الزهاوي المختلطة ومدرسة نابلس الابتدائية المختلطة ومتوسطة المأمون للبنين ومتوسطة اليرموك للبنات (حاليا ثانوية اليرموك للبنات) وإعدادية المامون للبنين وإعدادية الكندي للبنين. ومن الأسواق المهمة سوق رجب وسوق الغازي (سيد الحليب وسهام العبيدي حاليا) وغيره كما يقع في وسط المنطقة مبنى المركز الثقافي الترفيهي للضباط في اليرموك (نادي الضباط)، وبجواره مكتبة المأمون وهناك الكثير من المعالم الرياضية مثل ساحة الزهاوي وساحة دحام لكرة القدم والتي شيد عليها لاحقا مركز شباب اليرموك.[بحاجة لمصدر]